# Novorossiysk (028)
O Novorossiysk foi o terceiro porta-aviões da Classe Kiev. Serviu a Marinha soviética entre 1978 a 1991 e a Marinha Russa entre 1991 a 1993.
Os navios desta classe são híbridos entre cruzador lança-mísseis e porta-aviões, possuem mísseis anti-superfície compensando a pequena quantidade de aeronaves que carregam. Além disso, não possuiam catapultas, operando apenas helicópteros e aviões V/STOL, que carregam menor quantidade de armas. O grupamento aéreo era formado por aeronaves V/STOL Yak-141 e helicópteros Ka-27.